# Međunarodni standardni identifikator naziva
Međunarodni standardni identifikator naziva (енгл. International Standard Name Identifier, akr. ISNI) je vrsta međunarodne norme uvedena radi normativnog i univerzalnog bibliografskog nadzora.
Razvijen je pod Međunarodnom organizacijom za standardizaciju (ISO) kao Nacrt međunarodnog standarda 27729; valjani standard objavljen je 15. marta 2012. godine. ISO-va tehnička komisija 46, podkomisija 9 (TC 46/SC 9) odgovorna je za razvijanje standarda. Organizacija koja njime upravlja je ISNI-IA.
Novija je ISO-va standardizacijska norma. Uvedena je 15. marta 2012. godine. Namena je jedinstvena identifikaciju javnih identiteta doprinositelja medijskom sadržaju: fizičkih i pravnih osoba, pseudonima, korporativnih tijela, itd. koji učestvuju u stvaranju, proizvodnji, upravljanju i raspačavanju kreativnih medijskih sadržaja kao što su knjige, časopisi, umetnička dela, televizijski programi i tako dalje. Temeljna područja od zanimanja ovog sistema su muzičari i naučnici. Sistem se proširio i na društva za zaštitu autorskih prava, baze podataka naučnika, muzičku i knjižnu industriju, komercijalne organizacije, knjižnice i ine kulturne ustanove.
ISNI-jev identifikator sam po sebi ne nosi značenje. Sačinjava ga šesnaest cifara raspoređenih u četiri grupe od po četiri cifre međusobno odvojene razmakom. Zadnja cifra je kontrolni broj. Kontrolni broj je MOD 11-2. Kontrolni broj je zadnji broj u identifikatoru. ISNI sadrži identifikator, dodeljuje se na određene način, članstvo u ISNI-ju može biti više vrsta i postoji sistem za ISNI. Vrsta članstva koje je naglašena je saradništvo, jer to je najzastupljenija vrsta članstva u svjetskim nacionalnim knjižnicama, koje ga ostvaruju članstvom u Virtualnoj međunarodnoj normativnoj bazi (VIAF). Ova dva sistema su različita ali komplementarna. Surađuju, nadopunjuju se, značajno pridonose i proširuju koncepte univerzalnoga bibliografskoga nadzora i normativnog nadzora, povećavaju mogućnost jedinstvene identifikacije javnih identiteta. Zbog svojih infrastruktura dugoročno pružaju mogućnost suradnje s identifikacioni sistemima. S obziom na to što je jedinstveni identifikator autora sam po sebi ograničene vrednosti ako je bez povezanosti s biografskim i bibliografskim podatcima, međunarodni sistemu ISNI i VIAF, u svetlu normativnog nadzora, deluju u međuzavisnosti. ISNI ne bi mogao nastati i održati se bez VIAF-a. Primenom ISNI-ja raste kakvoća VIAF-u. Dodatna im je vrednost u povezanosti normativnih i bibliografskih podataka. Među pokušajima koji je prethodio ISNI-ju je ISADN.
Kad se dodeli ISNI-jev identifikator, javno je dostupan sa svojim osnovnim metapodatcima na mrežnoj stranici http://www.isni.org ili na SRU API-ju (pretraživanje aplikacijskoga programskog sučelja pomoću URL-a). Svaki ISNI koji je dodeljen dostupan je kao trajni URI oblika, npr., isni-uri.oclc.nl/isni/0000000134596520. Najavljen je i oblik isni.org/isni/0000000134596520.
ISNI se može koristiti radi razdvajanja imena koja bi inače mogla praviti zabunu, povezuje podatke o imenima koja su prikupljena i korišćenja u svim sektorima medijske industrije.

## Literatura
- Karen Smith-Yoshimura, Janifer Gatenby, Grace Agnew, Christopher Brown, Kate Byrne, Matt Carruthers, Peter Fletcher, Stephen Hearn, Xiaoli Li, Marina Muilwijk, Chew Chiat Naun, John Riemer, Roderick Sadler, Jing Wang, Glen Wiley, and Kayla Willey. 2016. "Addressing the Challenges with Organizational Identifiers and ISNI." Dublin, Ohio: OCLC Research.

## Spoljašnje veze veze
- ISNI
- ISNI Pretraživanje baze